# Gil Yaron
Gil Yaron (* 26. April 1973 in Haifa, Israel) ist ein israelischer Arzt und Journalist. Seit dem 1. Januar 2020 ist er Leiter des Büros des Landes Nordrhein-Westfalen für Wirtschaft, Wissenschaft, Bildung, Jugend und Kultur in Israel.

## Leben
Yaron wuchs in Düsseldorf auf. Nach seinem Abitur studierte er an der Brown University in Providence, Rhode Island. Yaron war 2012 verheiratet und lebte in Tel Aviv, nun Düsseldorf.

### Studium
1993 begann Yaron ein Medizinstudium an der Hebräischen Universität in Jerusalem. Während seines Studiums beschäftigte Yaron sich intensiv mit der Forschung im Feld der Molekularbiologie. Nach seiner Promotion erforschte er im Hadassah Medical Center in Jerusalem die Wirkung des C-reaktiven Proteins auf das Verhalten von Blutplättchen. Seine Forschungen wurden vom British Journal of Haematology veröffentlicht. Schon lange vor seinem Medizinstudium interessierte Yaron sich für den Nahen Osten und seine Probleme. Während des Studiums begann er eine parallele Laufbahn als Freelance-Korrespondent deutschsprachiger Zeitungen.

### Korrespondententätigkeit
Seit Oktober 2014 arbeitet Gil Yaron als Nahostkorrespondent der Tageszeitung Die Welt. Zudem publiziert er in der israelischen Tageszeitung Ha'aretz. Zuvor war er für eine Reihe deutsch-, englisch- und hebräischsprachiger Publikationen tätig, darunter die Rheinische Post, die Westdeutsche Allgemeine Zeitung, die Salzburger Nachrichten und der Tages-Anzeiger. Seine Artikel erschienen in Magazinen wie SPIEGEL Geschichte, Damals und Internationale Politik und in der Frankfurter Allgemeine Sonntagszeitung. Im Internet schrieb er unter anderem für Spiegel Online, bis er vom Focus abgeworben wurde. Im englischsprachigen Raum erschienen Yarons Artikel im Toronto Star und The Globe and Mail, den wichtigsten englischsprachigen Tageszeitungen Kanadas. Ab 2017 schrieb er zudem für die Straits Times in Singapur. In Israel erschienen seine Arbeiten auf der israelischen Nachrichtenwebseite ynetnews. Als Hörfunkkorrespondent der dpa–RUFA erreichen seine Berichte Hörer in Deutschland, Österreich und der Schweiz. Im Fernsehen analysiert er die Ereignisse der Region für den Sender N24, der inzwischen WELT heißt. Zudem kommentiert er aktuelle Ereignisse im Sender i24news. Im Jahr 2013 wurde er für einen Essay in der Frankfurter Allgemeine Sonntagszeitung für den Henri-Nannen-Preis nominiert.

### Bücher
Yaron hat mehrere Bücher über den Nahen Osten veröffentlicht. Im Verlag C. H. Beck erschien Jerusalem – ein historisch-politischer Stadtführer, und im Picus Verlag in der Reihe Lesereise drei Bücher. Für die deutsche Botschaft in Israel schrieb er das Buch Jekkes und Templer, das sich mit den deutschen Wurzeln der Stadt Tel Aviv befasst.

## Publikationen
- Jerusalem. Ein historisch-politischer Reiseführer. Beck, München 2009; 3. Auflage 2013, ISBN 978-3-406-64956-1.
- Jekkes und Templer. Deutsche Spuren in einer israelischen Metropole. Deutsche Botschaft Tel Aviv, Tel Aviv 2010.
- Lesereise Israel. Party, Zwist und Klagemauer. Picus, Wien 2011, ISBN 978-3-85452-989-7.
- Lesereise Israel/Palästina. Zwischen Abraham und Ibrahim. Picus, Wien 2012, ISBN 978-3-7117-1020-8.
- Lesereise Jerusalem. Das Gebet als Ortsgespräch. Picus, Wien 2014, ISBN 978-3-7117-1047-5.
- Schimmernde Pracht. Das Jerusalem der Jesuszeit war eine jüdische Pilgerstadt, der Tempel sein beherrschendes Zentrum – und Quelle des Wohlstands. In: Spiegel Geschichte 6, 2011, S. 53–59 (online (Seite nicht mehr abrufbar, festgestellt im März 2025. Suche in Webarchiven)).